# Minaret Sarban
Le minaret Sarban est un minaret historique à Ispahan, en Iran. Il est daté de la période Seldjoukide. Le minaret Sarban est situé au nord du quartier Jouybareh, non loin du minaret Tchehel Dokhtaran. Il devait y avoir une mosquée à côté de ce minaret autrefois, mais elle n'existe plus. Le minaret fait 54 mètres de haut et il s'agit du plus haut minaret historique de la province d'Ispahan.